# 永吉县
永吉县是吉林省吉林市下辖的一个县。縣人民政府駐口前鎮濱北路379號。

## 行政区划
永吉县下辖7个镇、1个乡、1个民族乡：
口前镇、岔路河镇、双河镇、西阳镇、北大湖镇、一拉溪镇、万昌镇、永吉经济开发区、金家满族乡和黄榆乡。

## 歷史
永吉縣歷史悠久， 夏，商時期已經和中原地區有往來。
遼代，永吉属东京道涑州地。
明代萬曆四十一年（1613年）， 永吉被併入建州衛。
清代雍正四年（1727年1月12日）， 建立永吉州， 永吉開始成為獨立的行政區）

## 人口
根据第七次人口普查数据显示：永吉县常住人口为24.3469万人，城镇化率为38.54%，常住人口户数为10.1534万户。

## 交通
- 202国道过境。

## 特产
万昌大米：中国地理标志产品。

## 永吉人物
- 胡志强，第一任台中直轄市市长，前中國國民黨副主席、行政院新聞局局長、外交部部長
- 赵南起，朝鮮族，中国政协原副主席、原中央军委委员。
- 金俊泽，朝鮮族，大连理工大学教授，中国铸造终身成就奖获得者